# Slalom kajakowy

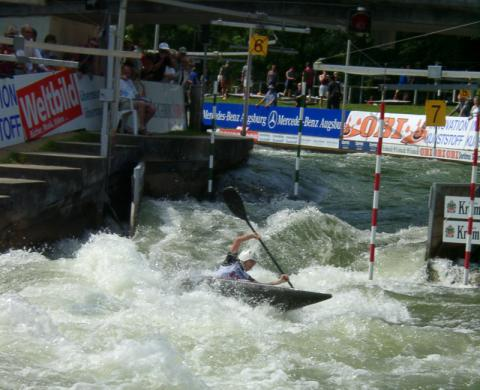
Zdjęcie slalomu kajakowego, wykonane podczas zawodów Pucharu Świata 2002 w Augsburgu (widoczne biało czerwone bramki oznaczające trasę)

Slalom kajakowy – konkurencja kajakarstwa górskiego, w której wykorzystując kajak bądź kanadyjkę zawodnicy pokonują nurt rzeki, trasę wyznaczają bramki, bramka zielono-biała zostaje pokonana zgodnie z prądem rzeki, natomiast bramka czerwono-biała pod prąd. 
Dyscyplina ta pojawiła się na igrzyskach olimpijskich po raz pierwszy w Monachium w 1972 roku, jednak na stałe zagościła w programie dopiero na igrzyskach olimpijskich w Barcelonie w 1992 roku. W skład slalomu kajakowego wchodzą 4 konkurencje: K1 mężczyzn, K1 kobiet, C1 mężczyzn, C1 kobiet i C2 mix (w kanadyjce startują zawodnicy obu płci). Litery K i C oznaczają odpowiednio dyscypliny w których użyty zostaje kajak, litera K (zawodnik w nim siedzi używając wiosła z dwoma piórami) lub kanadyjka, litera C (zawodnik klęczy przypięty specjalnymi pasami wykorzystując wiosło z jednym piórem tak zwany pagaj, kanadyjki mogą być jedno- lub dwuosobowe). Liczba osób w łodzi oznaczona jest po literze. Początkowo zawody rozgrywane były na naturalnych torach, obecnie tworzy się tory sztuczne w których możliwa jest regulacja poziomu wody oraz łatwe zmiany konfiguracji trasy. 
Najnowocześniejszymi obiektami na świecie są tory kajakowe w Lee Valley, Sydney, Rio de Janeiro a w Polsce jest to tor kajakarstwa górskiego w Krakowie.